# Nicholas Fisk
David Higginbottom (* 14. Oktober 1923 in London; † 10. Mai 2016) war ein britischer Science-Fiction-Schriftsteller, der seine Schriften unter dem Pseudonym Nicholas Fisk veröffentlichte. Die meisten seiner Werke waren Jugendliteratur.

## Biografie
Fisk wurde in London geboren. Sein Vater William, Autor von Frightfulness in Modern Art (1928), war Künstler und Kunstlehrer. Seine Mutter war die Schwester des irischen Schauspielers Micheál Mac Liammóir. Er wurde am Ardingly College, West Sussex erzogen.
Fisk starb im Mai 2016 im Alter von 92 Jahren.

## Themen

### Space Hostages
Eine Gruppe von Kindern wird von einem schwerkranken Flugleutnant an Bord eines streng geheimen Raumschiffs entführt. Als sie das Schiff alleine befehligen, kämpfen sie darum sicher nach Hause zurückzukehren. Das Buch untersucht die Dynamik des globalen Kalten Krieges und die zwischenmenschlichen Beziehungen zwischen den Kindern. Erschienen 1967.

### Trillionen
Ein mysteriöser Schauer winziger Kristalle fällt über der ganzen Erde nieder. Niemand weiß, woher sie kommen oder was ihr Zweck ist, aber sie benehmen sich auf jeden Fall seltsam. Beim Zusammenfügen ahmen sie seltsame und manchmal bedrohliche Formen nach. Ein Junge mit einem Mikroskop findet die Antworten eher als alle wissenschaftlichen Experten. Erschienen 1971.

### Grinny
Grinny handelt von einer normalen Familie in Mittelengland, deren Leben sich ändert, als sie von Außerirdischen besucht wird. Das Alien hat die Form eines anscheinend gütigen älteren Verwandten, der den Erwachsenen in der Familie Streiche spielt, diese Methode jedoch bei den Kindern nicht anwendet. Die Aliens geben im Laufe der Geschichte bekannt, dass diese Entscheidung zum Zweck der Untersuchung menschlicher Kinder in einem von ihrer Rasse als natürlich erachteten unveränderten Zustand dient. Sie kümmern sich bei ihrem zweiten Versuch nicht um diesen Prozess. Diese Oma-ähnliche Figur wird schließlich vom Einfallsreichtum der Kinder enttarnt (sie stellen fest, dass sie kein normaler Mensch ist.) Veröffentlicht 1973. Animiert als eine Episode von CBS Storybreak.

### You Remember Me
In You Remember Me kehren die gleichen Außerirdischen des vorherigen Buches Grinny auf die Erde zurück und versuchen erneut, den Planeten zu übernehmen, diesmal indem sie einen Fernsehmoderator „übernehmen“, der mit psychologischen Tricks in deiner Show versucht, Menschen zu manipulieren. Wieder wird dies von den Kindern vereitelt. Erschienen 1984.

### Wheelie In The Stars
Schlechtbezahlte Arbeiter in einer düsteren industriellen Siedlung auf einem fernen Planeten träumen davon, ein geschmuggeltes Motorrad zusammenzubauen und auf die Freiflächen zu fahren. Aber Benzin und Verbrennungsmotoren sind verboten und ihre Versuche werden sie mit Sicherheit in Schwierigkeiten mit den allsehenden Behörden bringen. Erschienen 1976.

### Time Trap
Ein Teenager des späten 21. Jahrhunderts entdeckt, dass er mit einer Droge seines „Onkels“ Lipton, der bereits über 130 Jahre alt ist und wahrscheinlich mindestens 100 weitere Jahre lebt, eine Zeitreise unternehmen kann. Zusammen entkommen sie dem Schrecken ihrer sinnlosen Gegenwart, um das Leben in der Vergangenheit zu erleben. Aber Zeitreisen haben ihre eigenen Gefahren und Onkel Lipton ist nicht ganz ehrlich über seine Beweggründe. Erschienen 1976.

### Monster Maker
Monster Maker wurde von Matthew Jacobs in einem 45-minütigen Fernsehspecial adaptiert.
Harry Dean Stanton spielt einen in London lebenden amerikanischen Spezialeffekt-Experten, der mit einem jungen Fan namens Matt Banting (gespielt von Kieran O’Brien) befreundet ist. Von Jim Hensons Londoner Henson Associates wurde es von Duncan Kenworthy produziert und von Giles Foster inszeniert.

### Sternenstürmer
Eine Gruppe von Kindern, die es satthaben, in einem Internat auf der Erde zu bleiben, während ihre Eltern einen neuen Planeten besiedeln, beschließen, ihr eigenes Raumschiff aus veralteten Geräten zu bauen, um sich ihren Eltern anzuschließen und mit dem mysteriösen Oktopus-Imperator zusammenarbeiten.

## Bibliografie (Auswahl)

### Romane

#### Paranormal
- Trillionen. Band 1. Junior Press, 1973, DNB 740621335 (britisches Englisch: Trillions. 1971. Übersetzt von Roman Fink).
- Mindbenders. Band 2. Viking Kestrel, 1987, ISBN 0-670-81244-7 (britisches Englisch, Nicht auf Deutsch erschienen).

#### Sternenstürmer
- Sternenstürmer: Die Flucht von der Erde. Band 1. Lesen & Freizeit Verlag, 1984, ISBN 3-88884-098-8 (britisches Englisch: Starstormers. 1980. Übersetzt von Anneliese Braun).
- Sternenstürmer: Kurs auf die Sonne. Band 2. Lesen & Freizeit Verlag, 1984, ISBN 3-88884-113-5 (britisches Englisch: Sunburst. 1980. Übersetzt von Anneliese Braun).
- Catfang. Band 3. Knight Books, 1981, ISBN 0-340-26529-9 (britisches Englisch, Nicht auf Deutsch erschienen).
- Evil Eye. Band 4. Knight Books, 1982, ISBN 0-340-27076-4 (britisches Englisch, Nicht auf Deutsch erschienen).
- Volcano. Band 5. Knight Books, 1983, ISBN 0-340-32093-1 (britisches Englisch, Nicht auf Deutsch erschienen).

#### Timothy Carpenter
- Grinny. Band 1. William Heinemann, 1973, ISBN 0-434-93856-4 (britisches Englisch, Nicht auf Deutsch erschienen).
- You Remember Me! Band 2. Viking Kestrel, 1984, ISBN 0-670-80001-5 (britisches Englisch, Nicht auf Deutsch erschienen).

#### Weitere Romane
- Space Hostages. Hamish Hamilton, 1967, OCLC 15787 (britisches Englisch, Nicht auf Deutsch erschienen).
- Der Ballon. Junior-Press, 1974, DNB 750064897 (britisches Englisch: High Way Home. 1973. Übersetzt von Monika Uellenberg).
- Little Green Spaceman. William Heinemann, 1974, ISBN 0-434-95864-6 (britisches Englisch, Nicht auf Deutsch erschienen).
- The Witches of Wimmering. Pelham Books, 1976, ISBN 0-7207-0864-8 (britisches Englisch, Nicht auf Deutsch erschienen).
- Wheelie in the Stars. Puffin, 1976, ISBN 0-14-031066-5 (britisches Englisch, Nicht auf Deutsch erschienen).
- Time Trap. Gollancz, 1976, ISBN 0-575-02195-0 (britisches Englisch, Nicht auf Deutsch erschienen).
- Antigrav. Kestrel Books, 1978, ISBN 0-7226-5322-0 (britisches Englisch, Nicht auf Deutsch erschienen).
- Escape from Splatterbang. Pelham Books, 1978, ISBN 0-7207-1054-5 (britisches Englisch, Nicht auf Deutsch erschienen).
- Monster Maker. Pelham Books, 1979, ISBN 0-7207-1111-8 (britisches Englisch, Nicht auf Deutsch erschienen).
- A Rag, a Bone and a Hank of Hair. Kestrel Books, 1980, ISBN 0-7226-5550-9 (britisches Englisch, Nicht auf Deutsch erschienen).
- Robot Revolt. Pelham Books, 1981, ISBN 0-7207-1332-3 (britisches Englisch, Nicht auf Deutsch erschienen).
- On the Flip Side. Kestrel Books, 1983, ISBN 0-7226-5825-7 (britisches Englisch, Nicht auf Deutsch erschienen).
- Snatched. Hodder & Stoughton, 1984, ISBN 0-340-28455-2 (britisches Englisch, Nicht auf Deutsch erschienen).
- Dark Sun, Bright Sun. Blackie, 1986, ISBN 0-216-92024-8 (britisches Englisch, Nicht auf Deutsch erschienen).
- Backlash. Walker Books, 1988, ISBN 0-7445-0808-8 (britisches Englisch, Nicht auf Deutsch erschienen).
- The Talking Car. Macmillan Children’s Books, 1989, ISBN 0-333-46261-0 (britisches Englisch, Nicht auf Deutsch erschienen).
- The Worm Charmers. Walker's Books, 1989, ISBN 0-7445-0837-1 (britisches Englisch, Nicht auf Deutsch erschienen).
- The Back-Yard War. Macmillan Children’s Books, 1990, ISBN 0-333-49277-3 (britisches Englisch, Nicht auf Deutsch erschienen).
- A Hole in the Head. Walker Books, 1991, ISBN 0-7445-1942-X (britisches Englisch, Nicht auf Deutsch erschienen).

Der englische Originaltitel konnte für diese beiden Romane nicht verifiziert werden:
- Neue Menschen. Alibaba, 1992, ISBN 3-86042-107-7.
- Der Gartenkrieg. Anrich, 1993, ISBN 3-928352-33-4.